# Fahrenheit (Computerspiel)
Fahrenheit ist ein Computerspiel aus dem Jahr 2005. In den Vereinigten Staaten erschien es unter dem Titel Indigo Prophecy, um Verwechslungen mit dem Film Fahrenheit 9/11 zu vermeiden. Es wird dem Genre der Adventurespiele zugeordnet, enthält aber auch Elemente des Actionspiels; zudem wird es als interaktiver Film bezeichnet. Ursprünglich erschien es für Personal Computer mit dem Betriebssystem Windows sowie für die Spielkonsolen PlayStation 2, Xbox und (zeitlich versetzt) Xbox 360. 2015 wurde ein Remaster des Spiels veröffentlicht, das auf weitere Systeme portiert wurde.

## Handlung
Der Informatiker einer Bank Lucas Kane erwacht auf einer Restauranttoilette in New York City aus einer Art Trance und sieht vor sich eine Leiche mit Stichwunden. Das blutige Messer in seiner Hand sowie eingeritzte Symbole in seinen Unterarmen machen ihm klar, dass er diesen Mann getötet haben muss. Lucas flüchtet aus dem Restaurant.
Wenig später übernehmen die Polizisten Carla und Tyler die Ermittlungen im Mordfall. Lucas vertraut sich unterdessen seinem Bruder Marcus an, der ihm rät, sich der Polizei zu stellen. Lucas jedoch möchte erst herausfinden, was hinter der mysteriösen Trance steckt. Mittlerweile hat er erschreckende Visionen vom ermordeten Opfer und von ihn verfolgenden Monstern. Während Lucas befürchtet, seinen Verstand zu verlieren, sinken die Temperaturen auf der ganzen Welt rapide. Carla und Tyler kommen, dank der vielen Beweise und Spuren im Restaurant, mit ihren Untersuchungen schnell voran. Carla erhält eine mysteriöse Mail, in der ein unbekannter Absender sie auf eine gewisse „Kirsten“ hinweist. In den Polizeiakten findet sie einen Fall, der diesen Namen trägt und sich in den 1990er-Jahren zutrug. Sie verhört den Polizisten, der damals die Untersuchungen leitete, und findet so heraus, dass damals Ähnliches vorging: Ein Mann ritzte sich Symbole in die Unterarme und tötete gleich darauf eine Person. Anschließend ließ er sich widerstandslos festnehmen. Lucas hat währenddessen Probleme mit seiner Ex-Freundin Tiffany, die vor kurzem bei ihm ausgezogen ist. In seinen Träumen sieht er zudem ein kleines Mädchen, das, so scheint es, ihn um Hilfe bittet. Er sucht Hilfe bei einer blinden Wahrsagerin namens Agatha, die mit ihm in sein Unterbewusstsein eindringt. Dort finden sie heraus, dass ein vermummter Mann im Restaurant mental die Kontrolle über Lucas übernahm und ihn so den Mord ausführen ließ. Lucas Visionen werden immer realer und gefährlicher, auch der vermummte Mann aus dem Restaurant taucht mittlerweile in ihnen auf. Kurze Zeit später findet Lucas Agatha tot in ihrer Wohnung auf.
In der Zwischenzeit können Carla und Tyler Lucas als Täter enttarnen. Sie stellen ihn auf offener Straße, als Lucas plötzlich übernatürliche Fähigkeiten zeigt: Er schaltet sämtliche Polizisten aus, hängt sich an einen fliegenden Hubschrauber, springt über einem Zug ab und flüchtet so. Er wacht in einer Kirche auf, wo er die totgeglaubte Agatha wiedersieht, die ihm von einer alten Maya-Zivilisation erzählt. Er sucht einen Professor auf, der Spezialist für die Maya-Kultur ist, und findet so heraus, dass er das Opfer eines uralten Rituals geworden ist, das immer wieder unschuldige Menschen zu Mördern werden lässt. Das Ritual wird von einem sogenannten Orakel durchgeführt, hinter dem ein Clan steht, der auf diese Weise die Weltherrschaft übernehmen will. Auch Carla kommt dem Geheimnis auf die Spur, als sie in einer psychiatrischen Klinik Janos befragt, den Mörder im Falle Kirsten, der ihr ebenfalls von den Clans berichtet.
Das Orakel sieht schon bald, angesichts von Lucas’ erstaunlichen Fähigkeiten, eine Bedrohung in dem Mann. Lucas findet heraus, dass das Orakel das Mädchen aus seinen Träumen benötigt, um die Weltherrschaft zu erlangen. Lucas kann Carla auf seine Seite ziehen und das Mädchen vor dem Orakel retten. Zudem enthüllt sich überraschend ein zweiter Clan; KI-Wesen, die Allwissenheit sowie weltweite Macht anstreben und dazu ebenfalls das Mädchen benötigen. In einer verlassenen Militärbasis kommt es zum Showdown. Lucas und Carla können beide Orakel besiegen, Lucas bringt das Mädchen zu einem geheimnisvollen Artefakt, wo es ihm sein Wissen anvertraut. Lucas lebt mit diesem Wissen als gottähnliches Wesen weiter, während Carla ein Kind von ihm erwartet.

## Spielprinzip und Technik
Gespielt wird mit einem Gamepad, auf dem PC alternativ auch mit Tastatur und Maus. Handlungen werden mit Bewegungen des rechten Analogsticks auf dem Gamepad ausgelöst. Auch Gespräche mit anderen Figuren steuert man auf diese Weise, wobei hier immer nur eine begrenzte Zeit zur Antwort zur Verfügung steht, ansonsten wählt das Spiel eine Antwortmöglichkeit per Zufall aus. Hin und wieder tauchen Action-Sequenzen auf, bei denen man möglichst schnell und in bestimmter Reihenfolge Tasten auf der Tastatur bzw. auf dem Gamepad drücken muss, welche das Programm vorgibt, sogenannte Quick-Time-Events.
Der Spieler übernimmt abwechselnd die Kontrolle über die verschiedenen Pro- und Antagonisten, so zum Beispiel über den Mörder Lucas Kane und die ermittelnden Polizeibeamten Carla Valenti und Tyler Miles. Auch können zeitweise Nebenrollen, wie Lucas’ Bruder gesteuert werden. Mit Hilfe dieser Perspektivenwechsel erreichen die Entwickler eine auktoriale Perspektive, d. h. der Spieler fühlt sich als objektiver Betrachter, schaut auf das Geschehen herab, weiß allerdings um die Gefühle und Gedanken aller handelnden Personen, kennt also alle Zusammenhänge der Handlung ganzheitlich, im Gegensatz zu den handelnden Personen selbst. Somit wird der filmische Charakter des Spiels stark unterstrichen, was natürlich durch die Erzählung in dritter Person ebenfalls verstärkt wird.
Die auktoriale Perspektive findet im Spiel ihre Grenzen an dem Punkt, an dem das Wissen über eine Tat einer Person das Handeln, bzw. die Aufgabe der Handlung einer weiteren Person obsolet macht. So ist es zum Beispiel so, dass man als Lucas Kane einen Tatbeweis vor der Polizei verstecken muss, welchen man im Folgenden als Carla Valenti, eine der beiden Polizeibeamten, suchen muss. In einem Buch oder einem Film (einem Medium, das nicht vom Konsument gesteuert oder beeinflusst wird) könnte problemlos beschrieben werden, wo Lucas den Tatbeweis versteckt, sowie darauffolgend, wie die Polizei diesen sucht. Im Spiel allerdings macht die Offensichtlichkeit der einen Handlung die andere für den Spieler (!) langweilig und unreal, d. h. wird gezeigt, oder dem Spieler überlassen, wo Lucas den Tatbeweis versteckt, ist es anschließend für die ebenfalls vom Spieler gesteuerte Carla logischerweise keine Herausforderung, diesen zu finden. Als Lösung für dieses Problem gibt es nur die Möglichkeit, eine der beiden Handlungen durch das Spiel vorwegzunehmen. In Fahrenheit wird tatsächlich die erste Handlung vorweggenommen. Der Spieler kann nicht steuern, wie Lucas den Beweis versteckt und bekommt dies auch nicht zu sehen.
Ebenfalls bedingt durch die auktorial-objektive Sichtweise ist die Auflösung bipolarer Strukturen (Gut – Böse), wie sie oft in Computerspielen mit personeller, subjektiver Erzählweise vorliegt. Dies ist in Fahrenheit sinnvoll, da die offensichtlichen Gegenspieler Lucas und die Polizeibeamten nicht in dieses Muster gepresst werden können. In einem bipolaren Muster müssten die Polizeibeamten auf jeden Fall die Repräsentation des Guten sein. Da sie die Gegenspieler zu Lucas sind, müsste er der „Böse“ sein. Dies scheint unglaubwürdig, denn Lucas hat zwar physisch einen Mord begangen, jedoch stand sein Körper nicht unter seiner Kontrolle, seine Gesinnung, sein „Ich“ ist also unschuldig – sein Körper war nur die ausführende Marionette. Die Charakterkonstellation in Fahrenheit ist also alles andere als eindimensional in Gut und Böse einzuordnen. Man kann sogar so weit gehen, zu behaupten, dass Lucas und die Beamten in der Theorie das gleiche Ziel haben – die Aufklärung der Ursachen des Mordes. Innerhalb der Suche kommt es allerdings zu Komplikationen, da die Beamten bei Lucas Kane landen, dessen physische Hülle den Mord ausgeführt hat.

### Elemente aus Spiel und Film
Anders als bei den meisten PC-Spielen steht bei Fahrenheit nicht das Spielen an sich im Vordergrund; vielmehr geht es darum, die Geschichte mitzuerleben und weiterzuführen.

#### Adventure
Rätsel wie bei klassischen Adventures, gibt es fast nicht; der Spieler vollführt lediglich offensichtliche und einfache Aufgaben. So wird der Spieler nicht längere Zeit mit der Lösung von Rätseln aufgehalten, was einem durchgehenden Erzählfluss und letztlich der Spannung dienen soll. Allerdings werden erfahrene Spieler durch die simplen Aufgaben nicht gefordert. Ein Inventar, mit dem bei Adventures Gegenstände gesammelt und an passender Stelle verwendet werden, gibt es bei Fahrenheit ebenfalls nicht. Gespräche dagegen laufen ähnlich wie bei anderen Adventures ab, haben aber ein Zeitlimit, so dass sich ein Spieler nicht beliebig viel Zeit mit dem Wählen einer Antwort lassen kann. Darüber hinaus beschränken sich Antwortmöglichkeiten auf grobe Themengebiete, nicht auf exakte Sätze die dann vom Protagonisten gesprochen werden.

#### Action
Muss der Spielcharakter schwierige und schnelle Handlungen wie Kämpfe oder Verfolgungsjagden ausführen, verlangt das Spiel das schnelle Drücken vorgegebener Tasten. Der Spieler kann Kampf- oder Actionszenen viel weniger als im klassischen Computerspiel beeinflussen, bei dem Sprünge und Schläge vom Spieler unter Zeitdruck selbst ausgeführt werden müssen. Längere Teile des Spieles bestehen aus Sequenzen, in denen auf dem Bildschirm Symbole aufleuchten und der Spieler sofort die passende Tastenkombination fehlerfrei eintippen muss. Gelingt ihm das nicht, stirbt der Held und das Spiel ist beendet. Bei einigen Spielern fand dieses, bereits durch das Adventure Shenmue bekannte System großen Anklang. Andere dagegen empfanden es als störend.

#### Film
Viel mehr Wert haben die Entwickler auf die Inszenierung der einzelnen Szenen gelegt. Die Kameraführung, welche bei regulären Computerspielen bisher immer eine untergeordnete Rolle gespielt hat, folgt bei Fahrenheit eher dem Stil eines Spielfilms. So werden Dialoge oftmals in geschnittenen Naheinstellungen gezeigt, in Actionszenen schwenkt die Kamera um die Personen, was an Actionfilme erinnert. Auch Zeitlupeneffekte, ein für Actionfilme typisches Stilmittel, finden Verwendung in Fahrenheit. Insbesondere innerhalb der Zwischensequenzen werden in Anlehnung an die Erzählstrategien des Kinos Voiceover-Kommentare der Figuren eingeblendet.
Effekte wie Flashbacks oder Split Screen (wie bei 24) sind Merkmale, die eher bei Filmen als bei Spielen Verwendung finden. Ähnlich wie bei computeranimierten Filmen wirken die Figuren durch den Einsatz von Bewegungserfassung (motion capturing) lebensecht und natürlich, die Choreografie der Kampfszenen wird mit Kinofilmen verglichen, während andere PC-Spiele oft kantige Bewegungsabläufe zeigen.
Auf den Spielfilm als Referenzmedium wird innerhalb des Spiels auch nominell verwiesen: Das einzelne durch den Spieler zu eröffnende Spiel wird im Menü als „Film“ bezeichnet. In einem vorangestellten Tutorial stellt sich Chef-Designer David Cage als Regisseur und Autor vor.

## Produktionsnotizen
Die Versionen für PlayStation 2, Windows und Xbox erschienen in Europa zeitgleich am 16. September 2005, in Nordamerika vier Tage später. Am 5. Dezember 2007 erschien eine Portierung für die Xbox 360.
Am 29. Januar 2015 erschien unter dem Titel Fahrenheit: Indigo Prophecy Remastered ein Remaster des Spiels. Neben Windows wurden auch die Betriebssysteme Android, iOS, Linux und Mac OS unterstützt; am 9. August 2016 folgte noch eine Fassung für die PlayStation 4. Die Texturen wurden überarbeitet und das Spiel unterstützt nun eine höhere Auflösung. Während das Originalspiel aus dem Jahre 2005 nur eine maximale Auflösung von 1024×768 Pixel unterstützte, unterstützt die überarbeitete Version eine maximale Auflösung von 2880×1800 Pixel. Es ist möglich, per Taste zwischen der alten und der neuen Grafik hin- und herzuwechseln. Derzeit gibt es das Spiel nur als Download. 

## Rezeption
Fahrenheit erhielt fast durchgehend positive Bewertungen. Die Rezensionsdatenbank Metacritic aggregiert für die PC-Version 41 Rezensionen zu einem Mittelwert von 85.
Das deutschsprachige Fachmagazin Adventure-Treff bezeichnete Fahrenheit als ein einerseits „fantastisch inszeniertes“, andererseits aber auch „technisch wie spielerisch eher dünnes“ Spiel. Die Spielwelt sei hochimmersiv und die Geschichte interessant erzählt, jedoch leide letztere daran, dass sie im letzten Viertel des Spiels stark übertrieben wirke.